# Glatzeter Kogel
Der Glatzete Kogel ist ein 1594 m ü. A. hoher Gipfel der Mürzsteger Alpen an der Grenze zwischen Niederösterreich und der Steiermark.

## Name
Glatze[r]t ist das österreichische Adjektiv zu Glatze: ‚eine Glatze haben, kahl sein‘. Daher wird dieser Namensteil – wie Hoher oder Großer in Bergnamen – korrekterweise flektiert („auf dem Glatzeten Kogel“). Heute passt der Name nicht mehr, der Gipfel ist bewaldet.

## Geographie
Der Gipfel befindet sich zwischen Schwarzau im Gebirge im oberen niederösterreichischen Schwarzatal und Frein an der Mürz im obersten steirischen Mürztal. Er ist ein westlicher Nebengipfel im Zug des Sonnleitsteins (1639 m ü. A.), der sich südlich vom Gippel und nördlich der Schneealpe von West nach Ost zieht. Zum Großen Sonnleitstein sind es etwa 2 Kilometer, mit einer namenlosen Höhe (1519 m ü. A., über der Amaiswies) dazwischen. Westwärts fällt der Kamm über die Grassgrabenhöhe (1474 m ü. A.) nach Steinalpl an der Kalten Mürz ab. Südöstlich liegen die beiden Kreuzsättel (1330 resp. 1363 m ü. A.), die das Mürztal mit dem Naßwaldtal verbinden. Dort geht der Ameiswiesbach zur Kalten Mürz. Nördlich liegt die Einsattelung der Waldeben, ebenfalls ein Doppelpass mit der Anhöhe Hüttenkogel (1401 m) dazwischen. Von dieser Einsattelung gehen der Graßgrabenbach zur Kalten Mürz, und der Waldebengraben ostwärts zum Schwarzriegelbach, der bei Naßwald im unteren Naßwaldtal zum Nassbach rinnt.
Der Gipfel ist sanft und bewaldet, bricht aber nach Nordwesten in der Grassgrabenmauer steil ab.
Der Gipfel gehört zu Altenberg an der Rax, einem Teil der Gemeinde Neuberg an der Mürz.